# Robert Collignon
Robert Collignon (Villers-le-Bouillet, 10 febbraio 1943) è un politico belga.
Esponente del Partito Socialista, è stato Ministro presidente della Vallonia.

## Biografia
Robert Collignon nacque nel 1943 da Émile Collignon, deputato socialista della provincia di Liegi dal 1953. Vallone convinto, Robert Collignon partecipò attivamente agli scioperi del 1960. Nel 1966, si laureò in giurisprudenza all'Università di Liegi e cominciò a praticare l'avvocatura nello studio del politico Freddy Terwagne ad Amay. Successe a Terwagne sia nel suo studio legale che nel suo seggio, in particolare fu eletto alla Camera dei rappresentanti nel 1971.
Collignon fu deputato dal 1971 al 1974 e dal 1981 al 1988. Nel 1985, fece parte della Commissione parlamentare sulla strage dell'Heysel. Nel 1987 diventa borgomastro di Amay fino al gennaio 1994, quando diventerà ministro presidente della Vallonia. Dal 2000 al 2004 fu presidente del Parlamento vallone.
Collignon lasciò la politica nell'ottobre 2006, passando il testimone a suo figlio Christophe, che diventerà parlamentare vallone e firmatario del progetto della costituzione vallona.
Robert Collignon non ha mai nascosto la sua simpatia per la riannessione della Vallonia alla Francia.